# Resolutie 1322 Veiligheidsraad Verenigde Naties
Resolutie 1322 van de Veiligheidsraad van de Verenigde Naties werd op 7 oktober 2000 aangenomen. Op de onthouding van de Verenigde Staten na stemden alle leden van de Raad voor.
Aan deze resolutie gingen zes dagen van vergadering vooraf. De resolutie zelf werd ingediend door Bangladesh, Jamaica, Maleisië, Mali, Namibië, Tunesië en Oekraïne en werd gesteund door verschillende Europese landen. De oorspronkelijke resolutie bevatte een sterke veroordeling van Israël. De Verenigde Staten dreigden daarom hun vetorecht te gebruiken waarop de bewoordingen werden gemilderd en de naam Israël niet langer vermeld.

## Achtergrond
Tussen 1987 en 1993 zorgde een spiraal van geweld ervoor dat honderden Palestijnen en Israëli's omkwamen. Toen dat laatste jaar de Oslo-akkoorden werden getekend, was er weer hoop op een verbetering van de toestand. Er gebeurde echter nauwelijks iets. De bezetting bleef voortduren en de economische situatie verslechterde nog. Een bezoek van Ariel Sharon aan de Tempelberg op 28 september 2000 werd gezien als een provocatie en leidde tot zware rellen. Wat volgde was de Tweede Intifada, waarbij opnieuw vele duizenden omkwamen.

## Inhoud
De Veiligheidsraad verwees onder meer naar de resoluties 476 en 478 uit 1980, 672 uit 1990 en 1073 uit 1996. Men was bezorgd om de tragische gebeurtenissen sinds 28 september waarbij vele doden vielen, vooral onder de Palestijnen. De Raad bevestigde dat een oplossing van het Arabisch-Israëlisch conflict moest zijn gebaseerd op de resoluties 242 uit 1967 en 338 uit 1973, via een onderhandelingsproces. Verder was het belangrijk dat de heilige plaatsen in Jeruzalem werden gerespecteerd.
De Veiligheidsraad betreurde de provocatie aan de Tempelberg op 28 september en het geweld dat daar, bij andere heilige plaatsen en in de bezette gebieden op volgde. Al het geweld, en vooral het buitensporige geweld tegen de Palestijnen, werd veroordeeld. Israël werd als bezettende macht opgeroepen de Vierde Geneefse Conventie te respecteren.
De Veiligheidsraad riep op het geweld onmiddellijk te stoppen en nieuwe provocaties te vermijden. Ook moest een onderzoek worden gevoerd naar de tragische gebeurtenissen om herhaling te voorkomen. Ten slotte riep ze op de onderhandelingen van het vredesproces in het Midden-Oosten te hervatten om de Israëlisch-Palestijnse kwestie snel op te lossen.

## Verwante resoluties
- Resolutie 672 Veiligheidsraad Verenigde Naties (1990)
- Resolutie 673 Veiligheidsraad Verenigde Naties (1990)

Lijst ·  1285 ·  1286 ·  1287 ·  1288 ·  1289 ·  1290 ·  1291 ·  1292 ·  1293 ·  1294 ·  1295 ·  1296 ·  1297 ·  1298 ·  1299 ·  1300 ·  1301 ·  1302 ·  1303 ·  1304 ·  1305 ·  1306 ·  1307 ·  1308 ·  1309 ·  1310 ·  1311 ·  1312 ·  1313 ·  1314 ·  1315 ·  1316 ·  1317 ·  1318 ·  1319 ·  1320 ·  1321 ·  1322 ·  1323 ·  1324 ·  1325 ·  1326 ·  1327 ·  1328 ·  1329 ·  1330 ·  1331 ·  1332 ·  1333 ·  1334